# Hassia Mineralquellen

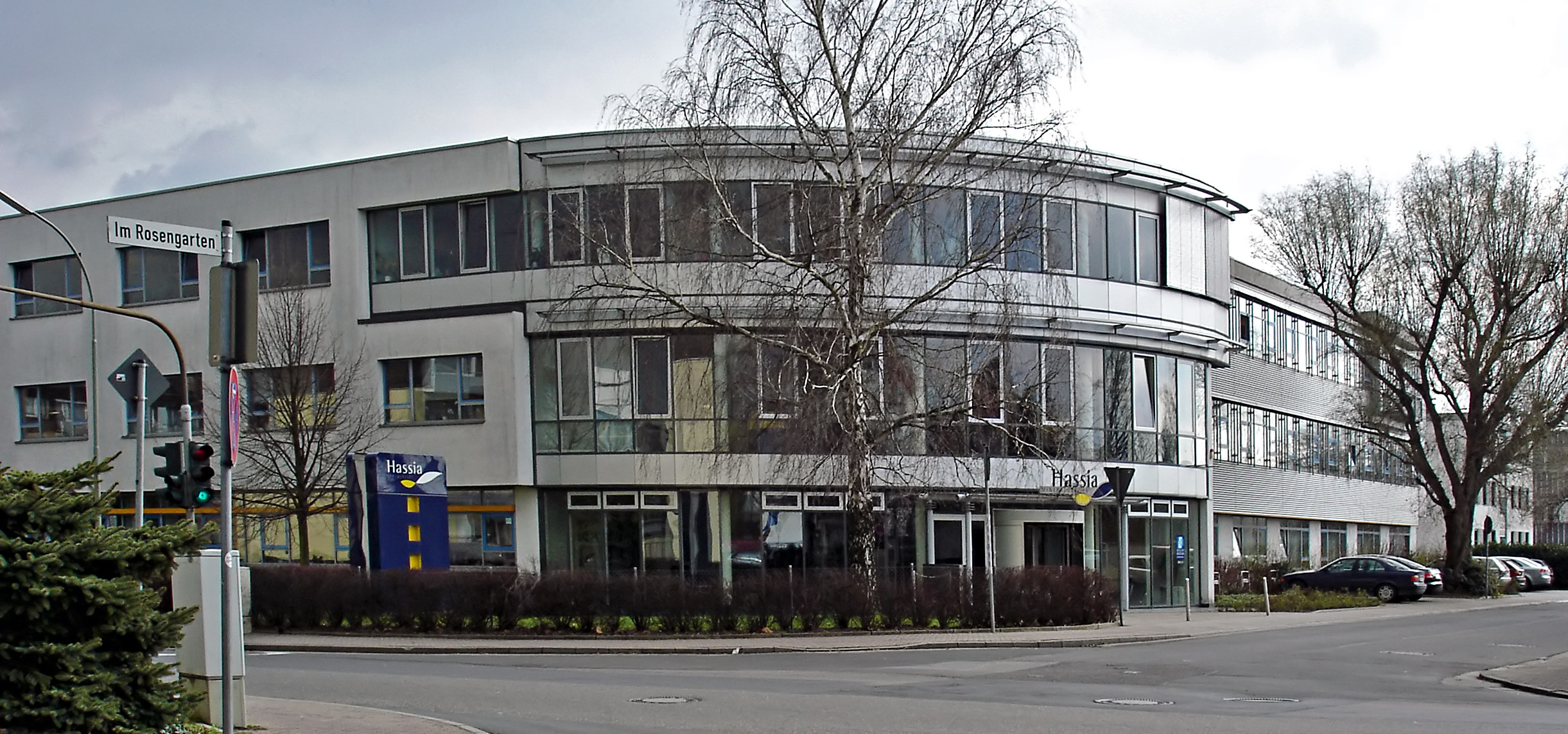
Verwaltungsgebäude

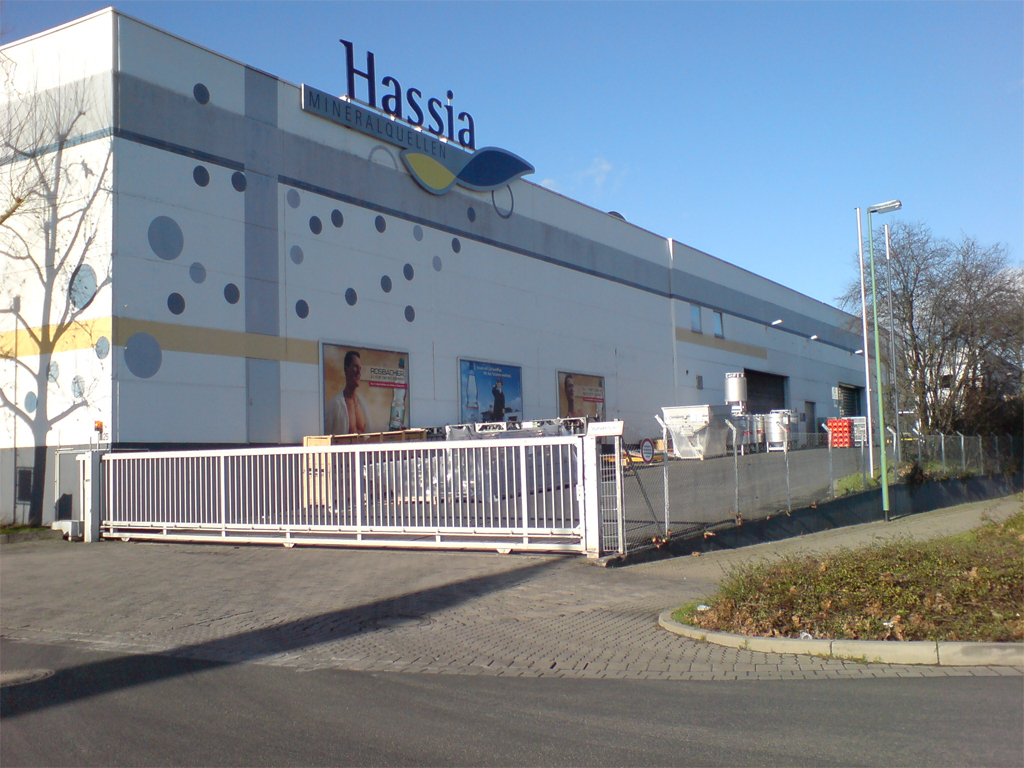
Mineralbrunnenbetrieb am Vilbeler Festplatz

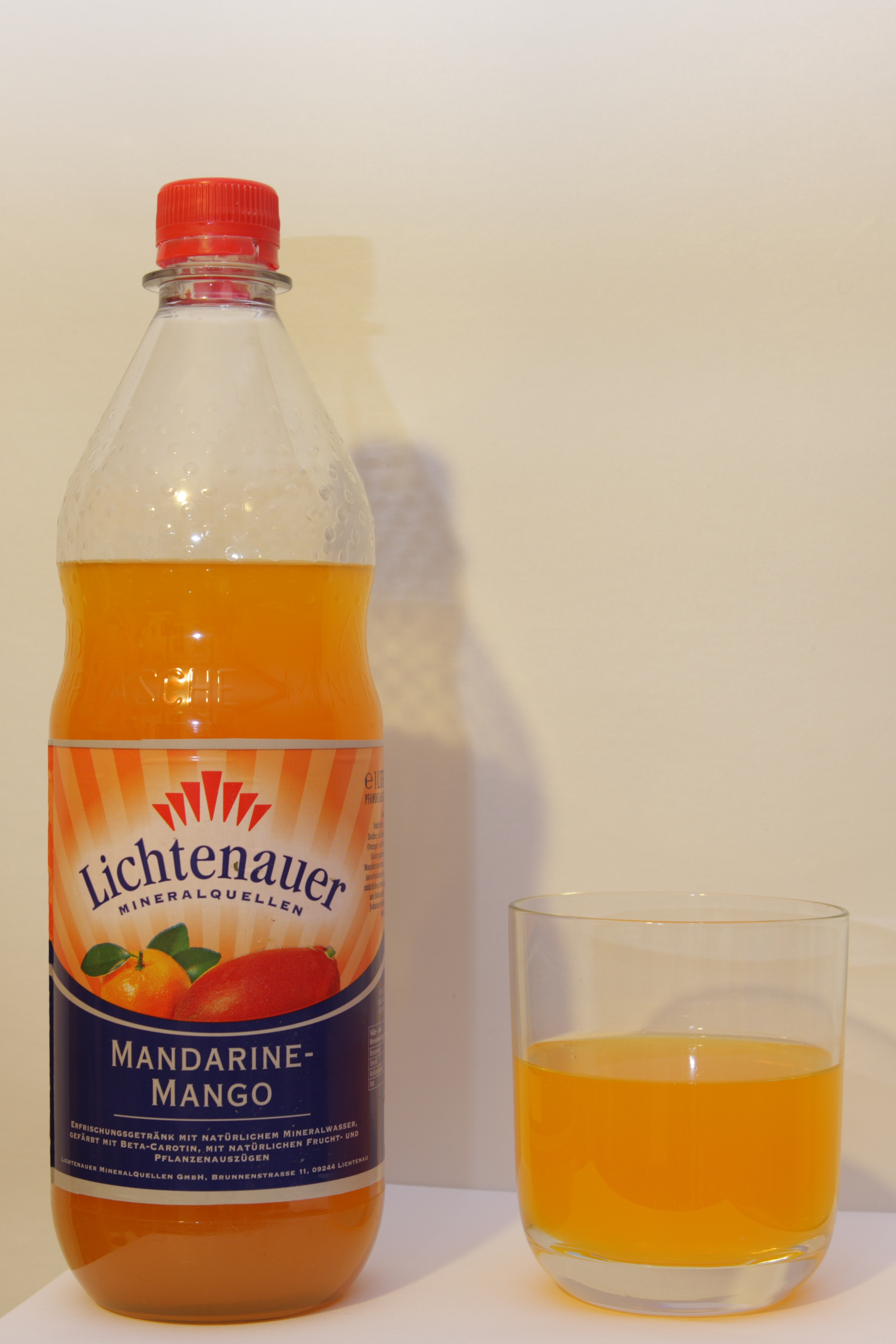
Lichtenauer Mandarine-Mango-Limonade

Die Hassia Mineralquellen GmbH & Co. KG ist die Konzernobergesellschaft der Hassia-Gruppe (Eigenschreibweise: HassiaGruppe), eines deutschen Getränkeherstellers mit Sitz im hessischen Bad Vilbel. Das Unternehmen hat 21 Gesellschafter. Anteile dürfen nur in der Familie weitergegeben werden.
Er ist hinter Gerolsteiner nach Absatz und Umsatz der zweitgrößte Marken-Mineralbrunnenbetrieb in Deutschland.

## Geschichte

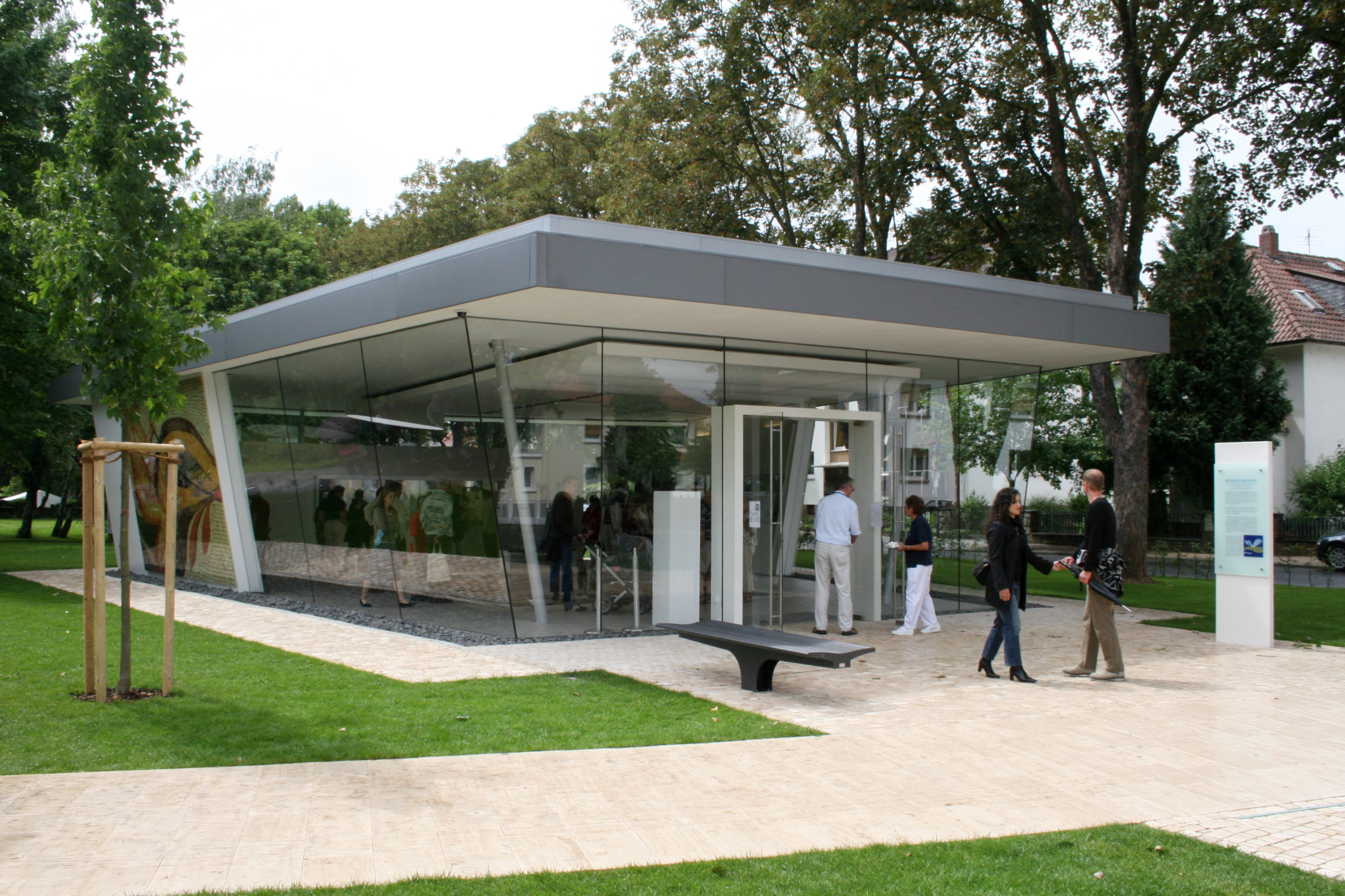
Hassia-Glas-Pavillon mit Römer-Mosaik im Bad Vilbeler Kurpark (eröffnet: 26. Mai 2007)

Das Unternehmen geht auf den Gastwirt und Getränkehändler Johann Philipp Wilhelm Hinkel zurück, der im Jahr 1864 auf dem Familiengrundstück in der Frankfurter Straße 2 eine erste Quelle erschloss. Sein Sohn Fritz Hinkel ließ das Unternehmen im Jahr 1900 als Hassia-Mineralbrunnen-Sprudel („Hassia“ ist die lateinische Bezeichnung für Hessen) in das Handelsregister eintragen. Fritz Hinkels Söhne, Wilhelm und Otto Hinkel, sorgten in den späten 1920er Jahren für eine deutliche Steigerung der Zahl an Füllungen. 1935 entstand durch eine 320 Meter tiefe Bohrung im Bad Vilbeler Kurpark eine weitere Quelle, über der heute der „Quellentempel“ steht, eines der Aushängeschilder der Stadt, die heute mit dem Slogan „Stadt der Quellen“ für sich wirbt.
Die Getränkeproduzenten haben zur Entwicklung von Bad Vilbel wesentlich beigetragen: Im Jahr 1955 wurde die Mineralquelle „Hassia-Sprudel“ im Kurpark als Heilquelle staatlich anerkannt und nicht zuletzt ihr verdankt die Stadt ihre Anerkennung als Kurort. Neben Hassia waren zeitweise bis zu 20 Unternehmen gleichzeitig als Anbieter von Mineralwasser in Bad Vilbel ansässig.
Hassia wuchs seit den 1980er Jahren vor allem durch die Übernahme und Gründung von Betrieben in Hessen, Sachsen und Thüringen stark an. Zunächst fusionierte man 1982 mit dem ebenfalls in Bad Vilbel ansässigen Luisen Brunnen der Familie Weihl, die das Unternehmen seit 1906 geführt hatte, und firmierte daraufhin als Hassia & Luisen Mineralquellen Bad Vilbel GmbH & Co.
Einen Überblick über die Gründung bzw. Übernahmen bis heute gibt folgende Tabelle:
| Betriebsstätte                             | Ort                  | gegründet | übernommen | Wichtigste Produkte                        |
| ------------------------------------------ | -------------------- | --------- | ---------- | ------------------------------------------ |
| Hassia                                     | Bad Vilbel           | 1900      | – 1)       | Hassia-Sprudel, Elisabethen Quelle         |
| Luisen Brunnen                             | Bad Vilbel           | 1906      | 19824)     | Luisen Classic                             |
| Lichtenauer Mineralquellen                 | Lichtenau            | 1991      | – 1)       | Lichtenauer                                |
| Mineralquellen Friedrichroda               | Friedrichroda        | 1997      | – 1)       |                                            |
| Rapp’s Kelterei                            | Karben               | 1930      | 1997/98    | Rapp’s Fruchtsäfte, Apfelwein              |
| Hessenquelle                               | Bad Vilbel           | ?         | 19982)     | Bizzl, Bad Vilbeler UrQuelle               |
| Rosbacher Brunnen                          | Rosbach vor der Höhe | 1878      | 2001       | Rosbacher Mineralwasser, Frischa Limonaden |
| Thüringer Waldquell                        | Schmalkalden         | 1989      | 2005       | Thüringer Waldquell, Vita-Cola (seit 1994) |
| Margon-Quelle3)                            | Müglitztal           | 1903      | 2005       | Margon Classic                             |
| Glashäger                                  | Bad Doberan          | 1908      | 2005       | Glashäger Mineralwasser                    |
| Landkelterei Höhl                          | Hochstadt            | 1779      | 2008       | Blauer Bock, Der alte Hochstädter          |
| Kumpf Fruchtsaft GmbH &Co KG               | Markgröningen        | 1898      | 20094)     | Kumpf Fruchtsäfte, Schwäbischer Most       |
| Bionade GmbH                               | Ostheim vor der Rhön | 1995      | 2017       | Bionade                                    |
| Gaensefurther Schlossbrunnen (mit Wüllner) | Hecklingen           | 1876      | 2021       | Gaensefurther Schlossquelle                |
| Güstrower Schlossquell (mit Wüllner)       | Güstrow              | 1926      | 2021       | Güstrower Schlossquell                     |
| Mineralquellen Wüllner                     | Bielefeld            | 1925      | 2021       | Carolinen                                  |

Stand: 15. November 2005

1) Unternehmensgründung durch Hassia, keine Übernahme

2) 100%ige Übernahme, davor Minderheitsbeteiligung

3) Betriebsstätte zum 31. Dezember 2005 geschlossen

4) Fusion

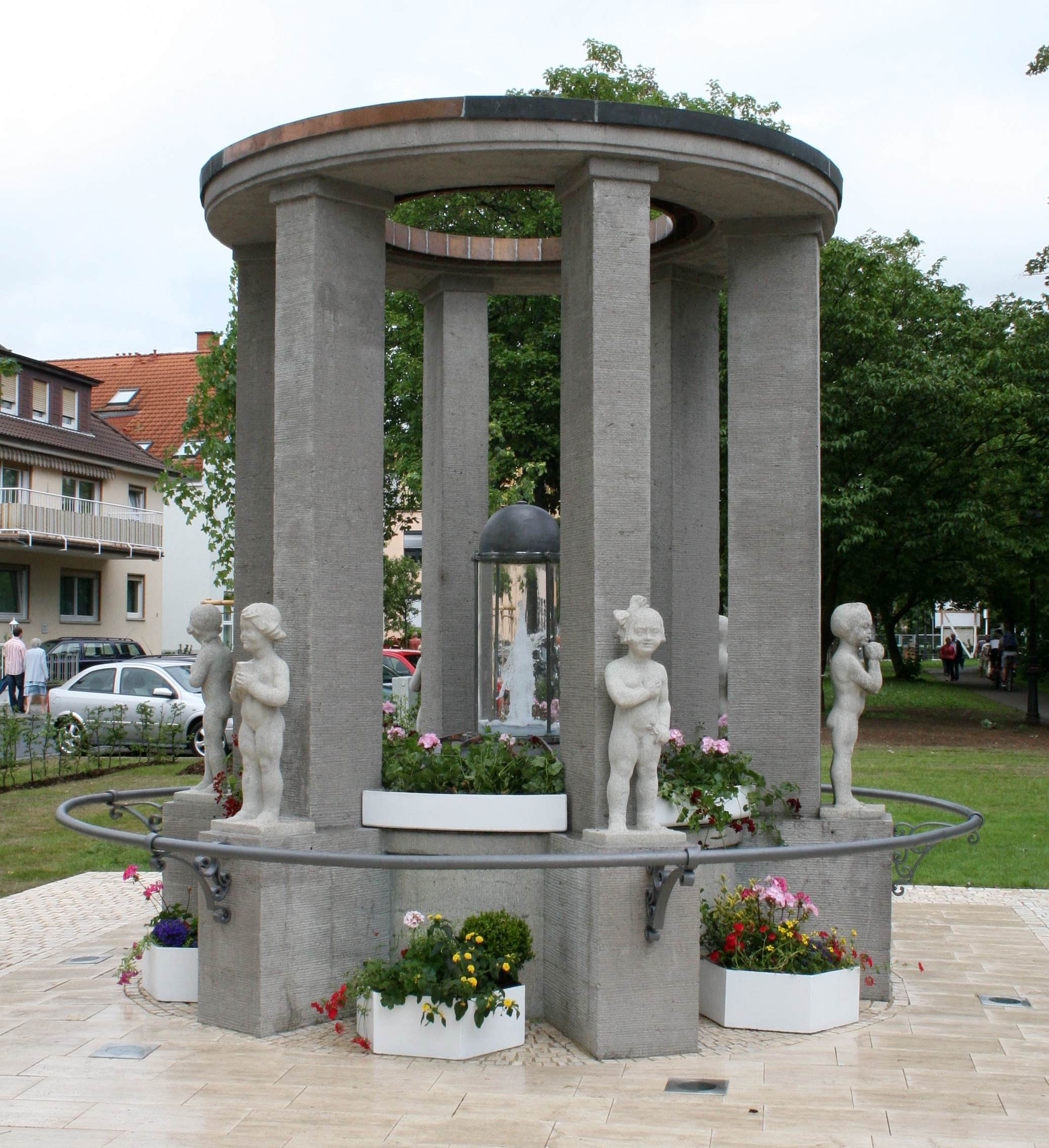
Der Hassia-Quellentempel

In den 1990er Jahren expandierte Hassia in die Neuen Länder. So wurden 1991 im sächsischen Niederlichtenau die Lichtenauer Mineralquellen GmbH und im Sommer 1997 die Mineralquellen Friedrichroda im Thüringer Wald gegründet. Während der Betrieb in Friedrichroda über eine lokale Bedeutung nicht hinauskam, entwickelte sich die Lichtenauer Tochter nicht nur zum Marktführer in Sachsen, sondern war 2002 mit einem Jahresausstoß von 130 Mio. Litern der größte Abfüller in den fünf östlichen Flächen-Bundesländern.
1997 wurde die Produktpalette durch die Übernahme des Fruchtsaft- und Apfelwein-Herstellers Rapp’s Kelterei im benachbarten Karben ausgedehnt. Im selben Jahr folgte der Wilhelmstaler Mineralbrunnen GmbH im nordhessischen Calden und 1998 die Hessenquelle in Bad Vilbel. Die Hessenquelle, deren Produktionsstätte gegenüber der Hassia-Firmenzentrale lag, war bis dahin ein Gemeinschaftsunternehmen mehrerer Vilbeler Getränkehersteller gewesen, an dem auch Hassia Anteile besaß und dort unter anderem die „Bizzl“-Limonaden abfüllen ließ.
Ende 2001 folgte der in Rosbach vor der Höhe ansässige Konkurrenzbetrieb Rosbacher Brunnen GmbH, der gemeinsam mit dem Tochterunternehmen Kaiser-Friedrich-Quelle am 13. November 2001 Antrag auf Eröffnung eines Insolvenzverfahrens gestellt hatte. Für die Rosbacher, durch den kostspieligen Neubau einer PET-Abfüllanlage wenige Jahre zuvor in einer finanziell angespannten Situation, bedeuteten letztlich die Folgen eines am 11. April 2000 in der ARD ausgestrahlten Berichts des TV-Magazins Plusminus das Aus. Dieses hatte 15 deutsche Mineralwasser-Sorten untersuchen lassen, mit dem Ergebnis, dass fünf der Wässer „stark“ mit dem radiotoxischen Isotop Radium-226 belastet waren, darunter die Marken Rosbach Klassisch und Rosbacher Urquelle. Der Absatz brach daraufhin zeitweise um bis zu 30 % ein.
Am 1. August 2005 übernahm Hassia die Brau und Brunnen Mineralquellen GmbH (u. a. mit den Marken Thüringer Waldquell, Margon, Glashäger sowie Vita Cola) des Getränkekonzerns Brau & Brunnen. Dieser Konzern war 2004 von der Oetker-Gruppe übernommen worden. Der Konzern hatte beschlossen, das Geschäftsfeld des Unternehmens größtenteils auf die Brauereibetriebe zu beschränken und die Konzerntochter Brau und Brunnen Mineralquellen GmbH zu verkaufen.
Durch diese Übernahme überholte Hassia den Gerolsteiner Brunnen in der Rangliste deutscher Abfüller alkoholfreier Getränke und belegt damit Platz 4 der Branche. Die jüngste Übernahme hat aber auch Betriebsschließungen zur Folge. Der 1903 von Gottfried Moritz Gössel gegründete Traditionsbetrieb in Burkhardswalde (Gemeinde Müglitztal in Sachsen) wurde zum Jahresende 2005 geschlossen und die Produktion der Margon-Produkte nach Lichtenau verlegt. Der Standort Schmalkalden der Thüringer Waldquell Mineralbrunnen GmbH wurde verkleinert.
Seit 2009 wird das Produkt Liz für das Gourmet-Segment angeboten.
Günter Hinkel, der Urenkel des Gründers Philipp Wilhelm Hinkel, übernahm 1964 die Geschäftsführung, seit 2002 ist sein Sohn Dirk Hinkel gleichberechtigter Geschäftsführer des mittlerweile zum Konzern angewachsenen Familienbetriebs.
2017 erfolgte die Übernahme der Marken Bionade und Ti von der zum Oetker-Konzern gehörenden Radeberger-Gruppe. Bionade und Ti sind die ersten Produkte von Hassia mit bundesweiter Distribution.
Seit Mitte 2019 werden alle Rosbacher Mineralwässer in einer neuen Glasflasche, der 0,75l-Glas-Mehrwegflasche (N2) der Genossenschaft Deutscher Brunnen (GdB) angeboten. Die Glasflasche ist schlank, zylindrokonisch geformt und mit Perlenprägung in Bodennähe versehen. Das neue Design ersetzt die 50 Jahre alte klassische 0,7 l große Perlenflasche.
Nach der Übernahme des Tochterunternehmens Siegsdorfer Petrusquelle durch die Edeka-Tochter Sonnländer Holding im April 2023 erwarb Sonnländer Anfang 2024 auch den Wilhelmstaler Mineralbrunnen.
Im Juli 2024 kündigte das Unternehmen an, die Herstellung der Rapp's-Produkte bis Ende 2025 aus Karben nach Bad Vilbel zu verlegen.

## Beteiligungen und Marken
(Stand: Dezember 2022) - alle 100 %, außer Kumpf 97 % -
- Bereich Mineralwasser
  - Hassia Mineralquellen GmbH & Co. KG, Bad Vilbel
  - Bad Vilbeler Urquelle GmbH, Bad Vilbel
  - Carolinen Brunnen GmbH & Co. KG, Bielefeld
  - Gaensefurther Schlossbrunnen GmbH & Co. KG, Hecklingen
  - Glashäger Brunnen GmbH, Bad Doberan
  - Güstrower Schloßquell GmbH & Co. KG, Güstrow
  - Johanniter Quelle GmbH, Bad Vilbel
  - Lichtenauer Mineralquellen GmbH, Lichtenau
  - Margon Brunnen GmbH, Lichtenau
  - Thüringer Waldquell Mineralbrunnen GmbH, Schmalkalden
  - Wilhelm Reuschling GmbH, Bad Vilbel

- Bereich Fruchtsaft
  - Kelterei Wilhelm Höhl Hochstadt GmbH & Co. KG, Maintal
  - Kumpf Fruchtsaft GmbH & Co. KG, Markgröningen
  - Neu's Fruchtsäfte GmbH, Karben
  - Rapp's Kelterei GmbH, Karben

- Bionade und Tee
  - Ostheimer Bürgerbräu GmbH & Co. KG, Ostheim
  - Bionade GmbH, Ostheim
  - Teeküche GmbH, Karben

## Gesellschafter
(Stand: Ende Dezember 2022)
1. Claudia Brosch
2. Daniela Hinkel
3. Günter Hinkel
4. Dirk Hinkel
5. Edda Weihl-Schnee
6. Christian Schnee
7. Gisela Ruhrbach
8. Christoph Ruhrbach
9. Anne-Katrin Schäfer-Seeger
10. Eva Kirchner
11. Renate Hinkel
12. Gerda Jehner
13. Sabine Jehner
14. Isabel Alfes
15. Julian Leonard Gödde
16. Laura Elisa Weihl
17. Ulrike Weihl-Gödde
18. Joachim Weihl
19. Sophie Adriane Gödde
20. Peter Ochs
21. Steffen Ochs